# Carol Lambrino
Mircea Grigore Carol Hohenzollern (Bucarest, 8 gennaio 1920 – Londra, 27 gennaio 2006) noto anche come principe Mircea Grigore Carol di Romania, secondo il suo certificato di nascita modificato, o come Carol Lambrino, secondo il suo certificato di nascita originale, è stato il figlio maggiore di re Carlo II di Romania.

## Biografia
Carol nacque a Bucarest l'8 gennaio 1920 come figlio del principe ereditario Carlo e della sua prima moglie Zizi Lambrino. Al momento della nascita venne registrato con il nome di Mircea Grigore Carol Lambrino. Il nonno, re Ferdinando I, nel gennaio del 1919 aveva fatto annullare il matrimonio dei suoi genitori dalla Corte Suprema della Romania e Carol, essendo nato dopo il periodo di 300 giorni che lo avrebbe reso legittimo, non ottenne tale status. La legalità dell'annullamento del matrimonio in seguito fu messa in discussione.
Dopo la sua nascita, Carol e la madre furono costretti a lasciare la Romania e si stabilirono a Parigi. Durante i suoi primi anni di regno e anche durante la sua dittatura personale (1938 - 1940), quando mantenne il potere assoluto in Romania, re Carlo II riconobbe il suo primogenito Carol Mircea come principe in diverse occasioni. Una di queste situazioni è una lettera pubblicata in prima pagina dal quotidiano romeno Epoca il 17 gennaio 1920. Più tardi, la Casa Principesca di Hohenzollern-Sigmaringen lo riconobbe sempre come principe di Hohenzollern; ciò si evince dalla corrispondenza tra il principe Federico di Hohenzollern-Sigmaringen e il deposto re Carlo II.
Dopo la morte di suo padre, avvenuta in Portogallo il 4 aprile 1953, Carol rivendicò il diritto di ereditare alcune delle proprietà di suo padre, in conformità alla legge portoghese. Per fare ciò, era necessario dimostrare che era figlio legittimo di suo padre, nato da un matrimonio legittimo.
Il 2 aprile 1955 una corte portoghese stabilì che Carol era il legittimo figlio primogenito di Carlo II e gli permise di rivendicare il cognome di Hohenzollern al posto di Lambrino. Il 6 marzo 1957 la sentenza portoghese venne riconosciuta in Francia da un exequatur del Tribunale della Grande Instance di Parigi. Questo permise a Carol di ereditare le proprietà francesi del padre. Michele, il fratellastro minore, andò in appello per contrastare questa sentenza. Tuttavia essa venne confermata dalla Corte di Cassazione l'8 gennaio 1963.
Nell'ottobre del 1995 un tribunale rumeno stabilì che Carol era il figlio legittimo di re Carlo II. Ancora una volta Michele fece ricorso a questa sentenza ma perse la causa in una corte superiore d'appello nel 1999. Nel marzo del 2002 la Corte Suprema della Romania annullò il processo e nel luglio dello stesso anno un tribunale minore si espresse ancora una volta a favore di Carol. Michele presentò un nuovo appello che perse nuovamente nel gennaio 2003.
Nel novembre del 2005 Carol visitò Bucarest. Era la prima volta che tornava in patria dal 1938, quando partecipò alle esequie della regina madre Maria di Sassonia-Coburgo-Gotha.
Due mesi dopo, il 27 gennaio 2006, Carol morì a Londra. Le esequie si tennero nel monastero Cozia presso il quale fu poi sepolto. A differenza di suo figlio Paul-Philippe non rivendicò mai il trono di Romania.

## Matrimoni e figli
Carol si sposò tre volte: in primo luogo il 22 marzo 1948 a Parigi con Hélène Henriette Nagavitzine (nata a Parigi il 26 maggio 1925), nota cantante d'opera, con la quale ebbe un figlio prima di divorziare nel 1958:
- Paul-Philippe (nato a Parigi il 13 agosto 1948).

In seconde nozze sposò a Parigi il 20 dicembre 1960 Thelma Jeanne Williams (Nashville, 15 novembre 1930 - Rutland, 5 giugno 1988) con la quale ebbe un figlio prima di divorziare nel 1977:
- Ion George Nicholas Alexander Lambrino o (von) Hohenzollern (nato a Poole il 1º settembre 1961), celibe e senza figli.

In terze nozze sposò presso il municipio di Fulham il 27 giugno 1984 Antonia Colville (Church Crookham, 29 maggio, 1939 - 13 giugno 2007), pronipote di Charles Colville, I visconte Colville di Culross. I due non ebbero figli. Carol e la sua terza moglie si stabilirono in Parsons Green e condussero una vita tranquilla.

## Ascendenza
|                         |               |                                   | Genitori                          |  |  | Nonni |  |  | Bisnonni                             |  |  | Trisnonni                                 |  |
|                         |               |                                   |                                   |  |  |       |  |  | Leopoldo di Hohenzollern-Sigmaringen |  |  | Carlo Antonio di Hohenzollern-Sigmaringen |  |
|                         |               |                                   |                                   |  |  |       |  |  | Leopoldo di Hohenzollern-Sigmaringen |  |  | Carlo Antonio di Hohenzollern-Sigmaringen |  |
|                         |               | Giuseppina di Baden               |                                   |  |  |       |  |  | Leopoldo di Hohenzollern-Sigmaringen |  |  |                                           |  |
| Ferdinando I di Romania |               |                                   |                                   |  |  |       |  |  | Leopoldo di Hohenzollern-Sigmaringen |  |  |                                           |  |
|                         |               | Antonia di Portogallo             | Ferdinando II di Portogallo       |  |  |       |  |  |                                      |  |  |                                           |  |
|                         |               | Antonia di Portogallo             | Ferdinando II di Portogallo       |  |  |       |  |  |                                      |  |  |                                           |  |
|                         |               | Antonia di Portogallo             | Maria II di Portogallo            |  |  |       |  |  |                                      |  |  |                                           |  |
| Carlo II di Romania     |               | Antonia di Portogallo             |                                   |  |  |       |  |  |                                      |  |  |                                           |  |
|                         |               | Alfredo di Sassonia-Coburgo-Gotha | Alberto di Sassonia-Coburgo-Gotha |  |  |       |  |  |                                      |  |  |                                           |  |
|                         |               | Alfredo di Sassonia-Coburgo-Gotha | Alberto di Sassonia-Coburgo-Gotha |  |  |       |  |  |                                      |  |  |                                           |  |
|                         |               | Alfredo di Sassonia-Coburgo-Gotha | Vittoria del Regno Unito          |  |  |       |  |  |                                      |  |  |                                           |  |
| Maria di Edimburgo      |               | Alfredo di Sassonia-Coburgo-Gotha |                                   |  |  |       |  |  |                                      |  |  |                                           |  |
|                         |               | Maria Aleksandrovna di Russia     | Alessandro II di Russia           |  |  |       |  |  |                                      |  |  |                                           |  |
|                         |               | Maria Aleksandrovna di Russia     | Alessandro II di Russia           |  |  |       |  |  |                                      |  |  |                                           |  |
|                         |               | Maria Aleksandrovna di Russia     | Maria d'Assia e del Reno          |  |  |       |  |  |                                      |  |  |                                           |  |
| Carol Lambrino          |               | Maria Aleksandrovna di Russia     |                                   |  |  |       |  |  |                                      |  |  |                                           |  |
|                         | Ioan Lambrino | Constantin Lambrino               |                                   |  |  |       |  |  |                                      |  |  |                                           |  |
|                         | Ioan Lambrino | Constantin Lambrino               |                                   |  |  |       |  |  |                                      |  |  |                                           |  |
|                         | Ioan Lambrino | Mitza Cocoranul                   |                                   |  |  |       |  |  |                                      |  |  |                                           |  |
| Constantin Lambrino     | Ioan Lambrino |                                   |                                   |  |  |       |  |  |                                      |  |  |                                           |  |
|                         |               | Catinca Krupenski                 | …                                 |  |  |       |  |  |                                      |  |  |                                           |  |
|                         |               | Catinca Krupenski                 | …                                 |  |  |       |  |  |                                      |  |  |                                           |  |
|                         |               | Catinca Krupenski                 | …                                 |  |  |       |  |  |                                      |  |  |                                           |  |
| Joanna "Zizi" Lambrino  |               | Catinca Krupenski                 |                                   |  |  |       |  |  |                                      |  |  |                                           |  |
|                         |               | …                                 | …                                 |  |  |       |  |  |                                      |  |  |                                           |  |
|                         |               | …                                 | …                                 |  |  |       |  |  |                                      |  |  |                                           |  |
|                         |               | …                                 | …                                 |  |  |       |  |  |                                      |  |  |                                           |  |
| Euphrosine Alcaz        |               | …                                 |                                   |  |  |       |  |  |                                      |  |  |                                           |  |
|                         |               | …                                 | …                                 |  |  |       |  |  |                                      |  |  |                                           |  |
|                         |               | …                                 | …                                 |  |  |       |  |  |                                      |  |  |                                           |  |
|                         |               | …                                 | …                                 |  |  |       |  |  |                                      |  |  |                                           |  |
|                         |               | …                                 |                                   |  |  |       |  |  |                                      |  |  |                                           |  |